# Onthophagus suermelii
Onthophagus suermelii es una especie de insecto del género Onthophagus, familia Scarabaeidae, orden Coleoptera.
Fue descrita científicamente por Petrovitz en 1963.